# Voluntarismo
Voluntarismo es un término que describe las doctrinas filosóficas que sitúan la voluntad como la primera de las potencias espirituales del hombre frente a la razón. Tales son los casos de Duns Scoto y Guillermo de Ockham en la Edad Media y de Arthur Schopenhauer, Ferdinand Tönnies y Friedrich Nietzsche en el siglo XIX.

## Voluntarismo filosófico
Duns Scoto afirmaba que la voluntad es superior al entendimiento y la esencia de la voluntad es la libertad; aplicado a Dios aparece el voluntarismo teológico, el cual, tal y como lo sostiene Guillermo de Ockham, afirma que ninguno de los preceptos del decálogo es de ley natural y en consecuencia Dios habría podido crear un mundo en el que el odio a Dios no fuera pecado, sino virtud; las leyes del decálogo son convencionales porque derivan de la voluntad de Dios; de ese modo, Ockham subraya la omnipotencia y la libertad divinas.

## Voluntarismo político
En política hay varias tendencias que ponen la voluntad como algo importante o fundamental tanto para el ser humano como para sus proyectos de sociedad libre. (véase anarquismo), así también las tendencias filosóficas del llamado irracionalismo o vitalismo. También se consideran voluntaristicas corrientes marxistas que, como el maoísmo o el juche, conceden gran importancia a la voluntad de las masas como motor de cambio revolucionario, restando en consecuencia importancia a las condiciones objetivas. Dicha atribución de voluntarismo generalmente señalada por comunistas opuestos a dichas corrientes, empleando el término de manera despectiva.
Además varias de sus ideas filosóficas se vieron después reflejadas en el libertarismo y anarquismo pues estas ideologías establecen que todo acuerdo debe ser voluntario no impuesto.